# Eleição municipal de Anápolis em 1985
A eleição municipal de Anápolis em 1985 ocorreu em 15 de novembro. O prefeito titular era Anapolino Silvério de Faria (PMDB). Ademar Santillo (PMDB) foi eleito prefeito em turno único.

## Resultado da eleição para prefeito

### Eleito
| Candidato            | Vice | №  | Coligação     | Votos | Válidos |
| -------------------- | ---- | -- | ------------- | ----- | ------- |
| Ademar Santillo PMDB |      | 15 | PMDB          |       |         |
| Pedro Canedo PFL     |      | 25 | PFL, PDS, PDC |       |         |